# Aralioideae
Sous-famille
Les Aralioideae sont une sous-famille de plantes à fleurs de la famille des Araliaceae.

## Synonymes
Selon le Catalogue of Life (15 février 2025) :
- Hederoideae Seem.
- Panacoideae Luerss.
- Plerandroideae Luerss.

## Liste des genres
Selon GRIN (15 février 2025) :
- Anakasia Philipson
- Aralia L.
- Astropanax Seem.
- Astrotricha DC.
- Brassaiopsis Decne. & Planch.
- Cephalaralia Harms
- Cheirodendron Nutt. ex Seem.
- Chengiopanax C. B. Shang & J. Y. Huang
- Crepinella Marchal
- Cromapanax Grierson
- Cussonia Thunb.
- Dendropanax Decne. & Planch.
- Didymopanax Decne. & Planch.
- Eleutherococcus Maxim.
- ×Fatshedera Guillaumin
- Fatsia Decne. & Planch.
- Gamblea C. B. Clarke
- Harmsiopanax Warb.
- Hedera L.
- Heptapleurum Gaertn.
- Heteropanax Seem.
- Hunaniopanax C. J. Qi & T. R. Cao
- Kalopanax Miq.
- Macropanax Miq.
- Megalopanax Ekman ex Harms
- Merrilliopanax H. L. Li
- Meryta J. R. Forst. & G. Forst.
- Metapanax J. Wen & Frodin
- Motherwellia F. Muell.
- Neocussonia (Harms) Hutch.
- Neopanax Allan
- Oplopanax (Torr. & A. Gray) Miq.
- Oreopanax Decne. & Planch.
- Osmoxylon Miq.
- Panax L.
- Plerandra A. Gray
- Polyscias J. R. Forst. & G. Forst.
- Pseudopanax K. Koch
- Pseudosciadium Baill.
- Raukaua Seem.
- Schefflera J. R. Forst. & G. Forst.
- Sciadodendron Griseb.
- Sciodaphyllum P. Browne
- Seemannaralia R. Vig.
- Sinopanax H. L. Li
- Stilbocarpa (Hook. f.) Decne. & Planch.
- Tetrapanax (K. Koch) K. Koch
- Trevesia Vis.
- Woodburnia Prain

## Liste des tribus
Selon VASCAN (15 février 2025) :
- Aralieae
- Hedereae
- Panaceae
- Schefflereae